# Hana (Iran)
Hanā (farsi حنا) è una città dello shahrestān di Semirom, circoscrizione Centrale, nella Provincia di Esfahan. Aveva, nel 2006, una popolazione di 5.358 abitanti. 